# 엘레나 (2011년 영화)
《엘레나》(러시아어: Елена, 영어: Elena)는 러시아 연방에서 제작된 안드레이 즈비아긴체프 감독의 2011년 드라마 영화이다. 옐레나 랴도바 등이 주연으로 출연하였다.

## 출연

### 주연
- 옐레나 랴도바
- 알렉세이 로진
- 나데즈다 마르키나
- 안드레이 스미르노브

## 수상
- Special Jury Prize: 주목할 만한 시선 부문 (칸 영화제)
- Golden Eagle Award: 최고의 영화[1]
- 최고의 여배우 니카상[2]